# Icaraíma
Icaraíma is een gemeente in de Braziliaanse deelstaat Paraná. De gemeente telt 9.296 inwoners (schatting 2009).

## Verkeer en vervoer
De plaats ligt aan de wegen BR-487, PR-082 en PR-485.